# Вищевеселівська сільська рада
Вищевесе́лівська сільська́ ра́да — колишній орган місцевого самоврядування в Великописарівському районі Сумської області. Адміністративний центр — село Вищевеселе.

## Загальні відомості
- Населення ради: 1 035 осіб (станом на 2001 рік)

## Населені пункти
Сільській раді були підпорядковані населені пункти:
- Вищевеселе
- Василівка
- Мирне
- Рідне

## Географія
Вищевеселівська сільська рада розташована у південно-західній частині району, на заході примикає до Охтирського району, на півдні до Харківської області.

## Склад ради
Рада складалася з 12 депутатів та голови.
- Голова ради: Півень Віра Михайлівна
- Секретар ради: Нестеренко Олена Миколаївна

### Керівний склад попередніх скликань
| Прізвище, ім'я, по батькові | Основні відомості                                                                                     | Дата обрання | Дата звільнення |
| --------------------------- | --- | ------------ | --------------- |
| Півень Віра Михайлівна      | Сільський голова, 1955 року народження, освіта середня спеціальна, член Соціалістичної партії України | 26.03.2006   | 31.10.2010      |
| Півень Віра Михайлівна      | Сільський голова, 1955 року народження, освіта середня спеціальна, позапартійна                       | 31.10.2010   |                 |

Примітка: таблиця складена за даними сайту Верховної Ради України